# Fru Inger till Östråt

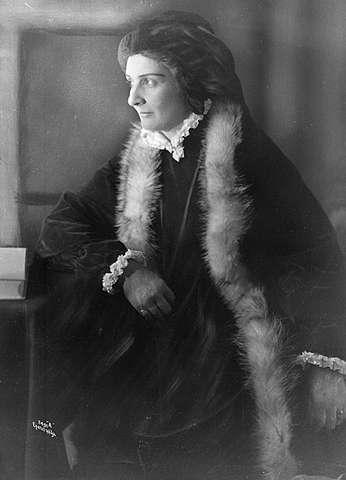
Agnes Mowinckel som Fru Inger, 1921.

Fru Inger till Östråt (originaltitel Fru Inger til Østeraad) är ett historiskt skådespel av Henrik Ibsen från 1854 (tryckt 1857). Det utspelar sig på 1520-talet och tar utgångspunkt i den inflytelserika adelskvinnan fru Inger och hennes stöd för upproret mot den svenske kungen Gustav Vasa. Stoffet till pjäsen är en sann historia från Trondheim, och huvudpersonen är inspirerad av Ingerd Ottesdatter.
Efter tre dramer som måste betraktas som rena fiaskon, skrev Ibsen Fru Inger anonymt, och gav det till teaterstyrelsens ordförande Blytt, som blev förtjust. Fru Inger, som är dramats huvudperson, är en högättad norsk dam, gift Gyldenlöve och tidigare mätress åt Sten Sture den äldre, och handlingen kretsar kring hennes val att gå emot sina landsmän och alliera sig med danskarna för sin oäkta sons skull, vilket hon övertalas till av sin blivande svärson Nils Lykke.
Dramat spelade på den nationella individuationsprocessen i Norge vid tiden för unionen med Sverige, men efter urpremiären på Den Nationale Scene den 20 januari 1855 spelades den uppsättningen bara två gånger. Senare uppsättningar innebar emellertid en omvärdering, och detta verk brukar betraktas som ett av de första bättre verken av Ibsen, även om han ännu inte blivit en fulländad dramatiker.
Fru Inger filmatiserades 1975 i regi av Sverre Udnæs, med Ingerid Vardund som fru Inger (se Fru Inger til Østråt (film, 1975)).